# Eoophyla conjunctalis
Eoophyla conjunctalis là một loài bướm đêm trong họ Crambidae.